# Helena Sverkersdotter
Helena Sverkersdotter, död troligen före 1251, var en svensk kungadotter, gift med Sune Folkesson. Hon var dotter till kung Sverker den yngre och drottning Benedikta (Hvide). Med sin make fick hon döttrarna Katarina, gift med Erik Eriksson och därmed svensk drottning, samt Bengta, känd från visan Junker Lars klosterrov. 
Helena förekommer själv endast i två samtida urkunder, båda gällande donationer: 1237 donerades hennes makes och hennes arvegods i Kimstad till Vreta kloster, 1240 donerades hennes arvegods bland annat på Visingsö till Alvastra kloster. Den senare urkunden är enbart känd i vidimation från 1340.
Enligt visan om Vreta klosterrov, troligen från mitten av 1300-talet, nedtecknad på 1500-talets slut skall Helena, liksom sedermera hennes dotter, ha enleverats ur Vreta av sin blivande make. En sådan händelse är dock inte omvittnad i samtida dokument.

## Barn med Sune
1. Bengta
2. Katarina